# Silke Kraushaar-Pielach
Silke Kraushaar-Pielach, geb. Kraushaar (* 10. Oktober 1970 in Sonneberg) ist eine ehemalige deutsche Rennrodlerin und Olympiasiegerin.
In ihrer über zehn Jahre andauernden internationalen Karriere gewann Kraushaar-Pielach einen kompletten olympischen Medaillensatz, darunter eine Goldmedaille 1998 in Nagano. Außerdem wurde sie vierfache Weltmeisterin und sechsmalige Europameisterin. Ebenfalls sechsmal triumphierte die Thüringerin bei Deutschen Meisterschaften, dazu kamen fünf Gesamtweltcupsiege und 36 Siege bei Einzelweltcups. Damit ist sie gemeinsam mit Sylke Otto die erfolgreichste Athletin des wiedervereinigten Deutschlands.

## Karriere

### Erste Erfolge (bis 1997)
Im Alter von 14 Jahren, 1984, begann Kraushaar ihre Karriere an der Kinder- und Jugend-Sportschule (KJS) Oberhof. Ihren ersten Erfolg im Frauenbereich feierte Kraushaar als 17-Jährige bei den DDR-Meisterschaften, wo sie hinter Ute Oberhoffner Vizemeisterin wurde. 1991 platzierte sie sich auf dem dritten Rang bei der Gesamtdeutschen Meisterschaft, auch zwei Jahre später sicherte sie sich die Bronzemedaille. Wegen dieser guten Resultate gab sie schon im Weltcup 1992 ein kleines, allerdings erfolgloses Intermezzo. Da das vierköpfige deutsche Nationalteam mit Gabi Kohlisch, Susi Erdmann, Jana Bode und Sylke Otto aus erfolgreichen Routiniers bestand, gelang der Sonnebergerin erst im Jahr 1995 25-jährig wieder die interne Qualifikation für den Rennrodel-Weltcup. Auf Anhieb feierte sie bei den ersten beiden Weltcuprennen der Saison 1996/97 ihre ersten Weltcupsiege, wozu Olympiasieger Jens Müller meinte: „Vom Können hätte sie diese Leistungen längst bringen können. Die anderen haben sie in der Vergangenheit nur nie hochkommen lassen.“ Insgesamt beendete sie die Saison trotz dreier und damit den meisten Weltcupsiegen nur auf dem vierten Platz im Gesamtweltcup. Außerdem gewann sie mit dem Team bei den Weltmeisterschaften 1997 die Silbermedaille.

### Internationaler Durchbruch (1997–2000)
Der Winter 1997/98 wurde zu Kraushaars bis dahin erfolgreichstem. Zwar gelang ihr nur ein weiterer Weltcupsieg, dank konstant guten Resultaten auf dem Podest erreichte sie dennoch den zweiten Gesamtweltcuprang. Zudem siegte sie bei der Europameisterschaft 1998 auf ihrer Heimstrecke, der Rennrodelbahn Oberhof, sowohl im Einsitzer als auch mit der Mannschaft. Der größte Erfolg aber war die Goldmedaille bei den olympischen Rodelwettkämpfen in Nagano. Dort triumphierte sie bei einem deutschen Doppelsieg mit zwei Tausendstelsekunden vor Barbara Niedernhuber und sorgte so dafür, dass die deutschen Athleten in allen drei Rennrodelwettbewerben siegten.
Mit einer Siegesserie von vier Weltcup-Triumphen in Folge sicherte sich die Sonnebergerin in der Saison 1998/99 erstmals den Sieg im Gesamtweltcup vor ihren Teamkolleginnen Otto und Niedernhuber. Bei den Weltmeisterschaften 1999 schnitt sie nicht so erfolgreich ab und verpasste als Siebte im Einsitzer als schlechteste von fünf Deutschen ihre erste WM-Einzelmedaille deutlich. Am Tag zuvor hatte sie dafür mit dem Team Deutschland I die Silbermedaille gewonnen. Im Weltcup 1999/2000 verpasste sie zwar die Verteidigung des Gesamtweltcups, mit zwei Siegen hatte sie jedoch nur 55 Punkte Rückstand auf ihre Nachfolgerin Sylke Otto, die bereits zum zweiten Mal dort siegte. Bei den Weltmeisterschaften musste sie sich als Vierte erneut der starken nationalen Konkurrenz geschlagen geben, den Deutschen gelang sogar ein Fünffacherfolg. Auch im Teamwettbewerb gab es einen deutschen Doppelsieg, wobei Kraushaar mit dem Team Deutschland II siegte und zum ersten Mal Weltmeisterin wurde. Die Europameisterschaft beendete sie mit einer Einzel-Silbermedaille, im Team setzte der Verband sie nicht ein.

### Deutsche Dominanz und viele Goldmedaillen (2000–2004)
Mit drei Weltcupsiegen und vier zweiten Plätzen eroberte Kraushaar im Weltcup 2000/01 den Sieg in der Gesamtwertung vor Sylke Otto zurück, dazu gewann sie ihre erste WM-Medaille im Einsitzer, indem sie sich als Zweite bei den Weltmeisterschaften 2001 hinter Otto platzierte. Auch gewann sie erneut die Goldmedaille im Teamwettbewerb. Da sie in der Weltcup-Saison 2001/02 wieder viermal siegte – ihre Triumphe 13 bis 16 –, verteidigte sie den Gesamtweltcup. Zweite wurde erneut Sylke Otto, auf sie und Kraushaar entfielen zu jener Zeit nahezu alle Siege bei internationalen Wettkämpfen. Bei den Olympischen Winterspielen 2002 in Salt Lake City errang die Sonnebergerin die Bronzemedaille hinter Otto und Barbara Niedernhuber, außerdem wurde sie im Team erneut Europameisterin und gewann die Silbermedaille im Einsitzer.
Obwohl sie in der Saison 2002/03 nicht an die Erfolge der vergangenen Winter anknüpfen konnte und ihr nur ein Sieg gelang, platzierte sie sich dennoch auf dem zweiten Platz im Gesamtweltcup hinter Sylke Otto, die sechs von sieben Rennen gewonnen hatte. Bei der WM 2003 zeigte sich die Überlegenheit Kraushaars und Ottos, indem sich beide mehr als eine halbe Sekunde vom Rest des Starterfeldes absetzten. Schließlich verpasste die Deutsche ihren ersten Einzel-Weltmeistertitel nur um gut zwei Hundertstelsekunden, in der Mannschaft wurde Otto statt ihrer eingesetzt. Die Saison 2003/04 verlief für Kraushaar wieder besonders erfolgreich, besonders bei den Großereignissen. Im Weltcup musste sie sich trotz drei Siegen Sylke Otto abermals geschlagen geben, dafür schaffte sie endlich den ersten Einsitzer-Sieg bei den Weltmeisterschaften mit Bahnrekord im zweiten Durchgang, nachdem sie den ersten Lauf nur auf dem vierten Rang beendet hatte. Bei der Europameisterschaft sicherte sie sich sowohl den Titel im Team als auch im Einsitzer, womit sie zum insgesamt vierten Mal Europameisterin wurde.

### Erfolgreiche Jahre bis zum Karriereende (2004–2008)
Im Winter 2004/05 bestritt Kraushaar erstmals den Challenge Cup, in dem bis dahin Sylke Otto dominiert hatte. Dort gelangen ihr auf Anhieb einige gute Resultate, sodass sie hinter der überraschend starken Ukrainerin Natalja Jakuschenko Zweite im Gesamtklassement wurde. Ebenfalls als Zweite platzierte sie sich im Gesamtweltcup der Saison, wo sie zweimal triumphierte. Eine Enttäuschung, die sie im Nachhinein als größte ihrer Karriere bezeichnete, war die Disqualifikation bei den Weltmeisterschaften 2005, wo sie schon als Siegerin festgestanden hatte. Auch im Teamwettkampf dieser Weltmeisterschaften wurde sie nicht eingesetzt.
Im Challenge Cup der olympischen Saison 2005/06 klassierte sich die Sonnebergerin auf dem fünften Rang, im Gesamtweltcup siegte sie dank vier Weltcupsiegen wieder nach vier Jahren Pause. Mit zwei Titeln bei der Europameisterschaft fuhr sie sich in die Favoritenrolle für ihre letzten Olympischen Spiele 2006 in Turin. Dort siegte sie zwar nicht, komplettierte aber mit der Silbermedaille hinter Sylke Otto den olympischen Medaillensatz, nachdem sie bereits Gold und Bronze acht beziehungsweise vier Jahre zuvor geholt hatte. Die Saison 2006/07 verlief für Kraushaar-Pielach erneut sehr erfolgreich, zum vierten Mal sicherte sie sich den Titel im Gesamtweltcup, zum ersten Mal im Challenge-Cup. Auch bei den Weltmeisterschaften erreichte sie die Bronzemedaille.
Den Winter 2007/08 begann Kraushaar-Pielach mit einem zweiten Rang bei ihrer letzten Deutschen Meisterschaft. Anschließend gelang ihr im Weltcup direkt bei der ersten Weltcupstation der einzige Sieg, ihr 36., womit sie den Rekord der meisten Siege von Sylke Otto nur um einen Triumph verpasste. Beim ersten Gesamtweltcupsieg Tatjana Hüfners wurde die Deutsche noch einmal Zweite, sodass sie zehn Jahre in Folge immer unter den besten Drei des Gesamtweltcups stand. Auch im Challenge Cup gewann sie zum zweiten Mal in Serie die Gesamtwertung, bei der Europameisterschaft 2008 gewann sie Silber hinter der jungen Konkurrentin Hüfner. Ihr letztes Großereignis waren die Weltmeisterschaften 2008, wo sie die Bronzemedaille gewann. Die letzten Rennkilometer bestritt Kraushaar-Pielach am 19. Februar 2008 in Sigulda, bevor sie ihre Karriere beendete.
Für die Silbermedaille bei den Olympischen Winterspielen erhielt sie am 15. Juni 2006 von Bundespräsident Köhler das Silberne Lorbeerblatt.

### Wok-Weltmeisterschaften
Seit der 2. Wok-WM im Jahr 2004 nahm Kraushaar bereits fünfmal an diesem Spaßrennen teil. Mit zwei Siegen im Vierer-Wok in den Jahren 2006 und 2008 liegt sie auf dem dritten Rang im inoffiziellen Medaillenspiegel. Bei beiden Triumphen fuhr sie gemeinsam in einem Team mit weiteren, teilweise ehemaligen, Profi-Rodel- oder Bobsportlern wie Susi Erdmann, Sandra Kiriasis oder Christoph Langen. Im Einer-Wok ging sie bisher nicht an den Start.

## Erfolge

### Gesamtweltcup
| Saison    | Platz | Punkte |
| --------- | ----- | ------ |
| 1996/97   | 0?.   | 0?     |
| 1997/98   | 02.   | 0?     |
| 1998/99   | 01.   | 0586   |
| 1999/2000 | 02.   | 0570   |
| 2000/01   | 01.   | 0740   |
| 2001/02   | 01.   | 0555   |
| 2000/03   | 02.   | 0535   |
| 2003/04   | 02.   | 0667   |
| 2004/05   | 02.   | 0625   |
| 2005/06   | 01.   | 0710   |
| 2006/07   | 01.   | 0845   |
| 2000/08   | 02.   | 0650   |

### Weltcupsiege
| Nr. | Datum         | Ort            | Bahn                                              |
| --- | ------------- | -------------- | ------------------------------------------------- |
| 1.  | 2. Dez. 1996  | Sigulda        | Rennrodel- und Bobbahn Sigulda                    |
| 2.  | 6. Dez. 1996  | Lillehammer    | Bob- und Rennschlittenbahn Hunderfossen           |
| 3.  | 22. Dez. 1996 | Königssee      | Kombinierte Kunsteisbahn am Königssee             |
| 4.  | 18. Jan. 1998 | Altenberg      | Rennschlitten- und Bobbahn Altenberg              |
| 5.  | 12. Dez. 1998 | Sigulda        | Rennrodel- und Bobbahn Sigulda                    |
| 6.  | 19. Dez. 1998 | Winterberg     | Bobbahn Winterberg                                |
| 7.  | 16. Jan. 1999 | Oberhof        | Rennrodelbahn Oberhof                             |
| 8.  | 5. Feb. 1999  | St. Moritz     | Olympia Bob Run St. Moritz–Celerina               |
| 4.  | 28. Nov. 1999 | Altenberg      | Rennschlitten- und Bobbahn Altenberg              |
| 10. | 13. Feb. 2000 | Oberhof        | Rennrodelbahn Oberhof                             |
| 11. | 26. Nov. 2000 | Sigulda        | Rennrodel- und Bobbahn Sigulda                    |
| 12. | 20. Dez. 2000 | La Plagne      | Piste de La Plagne                                |
| 13. | 11. Feb. 2001 | Park City      | Bobbahn Park City                                 |
| 14. | 28. Feb. 2001 | Lake Placid    | Olympia-Bobbahn Lake Placid                       |
| 15. | 9. Dez. 2001  | Königssee      | Kunsteisbahn Königssee                            |
| 16. | 13. Dez. 2001 | Innsbruck-Igls | Olympia Eiskanal Igls                             |
| 17. | 16. Dez. 2001 | Oberhof        | Rennrodelbahn Oberhof                             |
| 18. | 20. Jan. 2002 | Sigulda        | Rennrodel- und Bobbahn Sigulda                    |
| 19. | 8. Dez. 2002  | Oberhof        | Rennrodelbahn Oberhof                             |
| 20. | 16. Nov. 2003 | Sigulda        | Rennrodel- und Bobbahn Sigulda                    |
| 21. | 23. Nov. 2003 | Altenberg      | Rennschlitten- und Bobbahn Altenberg              |
| 22. | 13. Dez. 2003 | Park City      | Bobbahn Park City                                 |
| 23. | 21. Nov. 2004 | Sigulda        | Rennrodel- und Bobbahn Sigulda                    |
| 24. | 6. Jan. 2005  | Königssee      | Kunsteisbahn Königssee                            |
| 25. | 26. Nov. 2005 | Sigulda        | Rennrodel- und Bobbahn Sigulda                    |
| 26. | 10. Dez. 2005 | Calgary        | Bob- und Rennschlittenbahn im Canada Olympic Park |
| 27. | 17. Dez. 2005 | Lake Placid    | Olympia-Bobbahn Lake Placid                       |
| 28. | 15. Jan. 2006 | Innsbruck-Igls | Olympia Eiskanal Igls                             |
| 29. | 19. Nov. 2006 | Cesana         | Cesana Pariol                                     |
| 30. | 3. Dez. 2006  | Park City      | Bobbahn Park City                                 |
| 31. | 17. Dez. 2006 | Nagano         | Nagano City Bobsleigh and Luge Park               |
| 32. | 7. Jan. 2007  | Königssee      | Kunsteisbahn Königssee                            |
| 33. | 14. Jan. 2007 | Oberhof        | Rennrodelbahn Oberhof                             |
| 34. | 21. Jan. 2007 | Altenberg      | Rennschlitten- und Bobbahn Altenberg              |
| 35. | 18. Feb. 2007 | Sigulda        | Rennrodel- und Bobbahn Sigulda                    |
| 36. | 17. Nov. 2007 | Lake Placid    | Olympia-Bobbahn Lake Placid                       |

| Nr. | Datum         | Ort         | Bahn                                              |
| --- | ------------- | ----------- | ------------------------------------------------- |
| 1.  | 6. Dez. 2003  | Calgary     | Bob- und Rennschlittenbahn im Canada Olympic Park |
| 2.  | 20. Dez. 2004 | Lake Placid | Olympia-Bobbahn Lake Placid                       |
| 3.  | 2. Jan. 2005  | Oberhof     | Rennrodelbahn Oberhof                             |
| 4.  | 17. Dez. 2006 | Nagano      | Bob-Rodel-Bahn in Asakawa                         |
| 5.  | 7. Jan. 2007  | Königssee   | Kunsteisbahn Königssee                            |
| 6.  | 11. Feb. 2007 | Winterberg  | Bobbahn Winterberg                                |
| 7.  | 6. Jan. 2008  | Königssee   | Kunsteisbahn Königssee                            |

## Privatleben
Die für den BSR Rennsteig Oberhof startende Thüringerin ist ausgebildete Erzieherin. Seit 1991 gehörte sie der Sportfördergruppe der Bundeswehr in Oberhof an. Nach dem Karriereende begann sie eine Laufbahn im Bob- und Schlittenverband für Deutschland (BSD) als Managerin der Rodel-Abteilung. Am 7. Juli 2006 heiratete Silke Kraushaar in ihrem Heimatort Sonneberg einen selbstständigen Kaufmann und führt seither den Doppelnamen Kraushaar-Pielach.

## Sonstiges
Sie konkurrierte in der vom 14. Februar bis 4. April 2017 gesendeten zweiten Staffel der Wettkampfshow Ewige Helden.